# Megistops sexmaculata
Megistops sexmaculata es una especie de insecto coleóptero de la familia Chrysomelidae. Fue descrita científicamente en 2004 por Medvedev.